# Hamada
|  | Aquest article tracta sobre l'accident geogràfic. Si cerqueu l'arma, vegeu «Hamada (pistola)». |

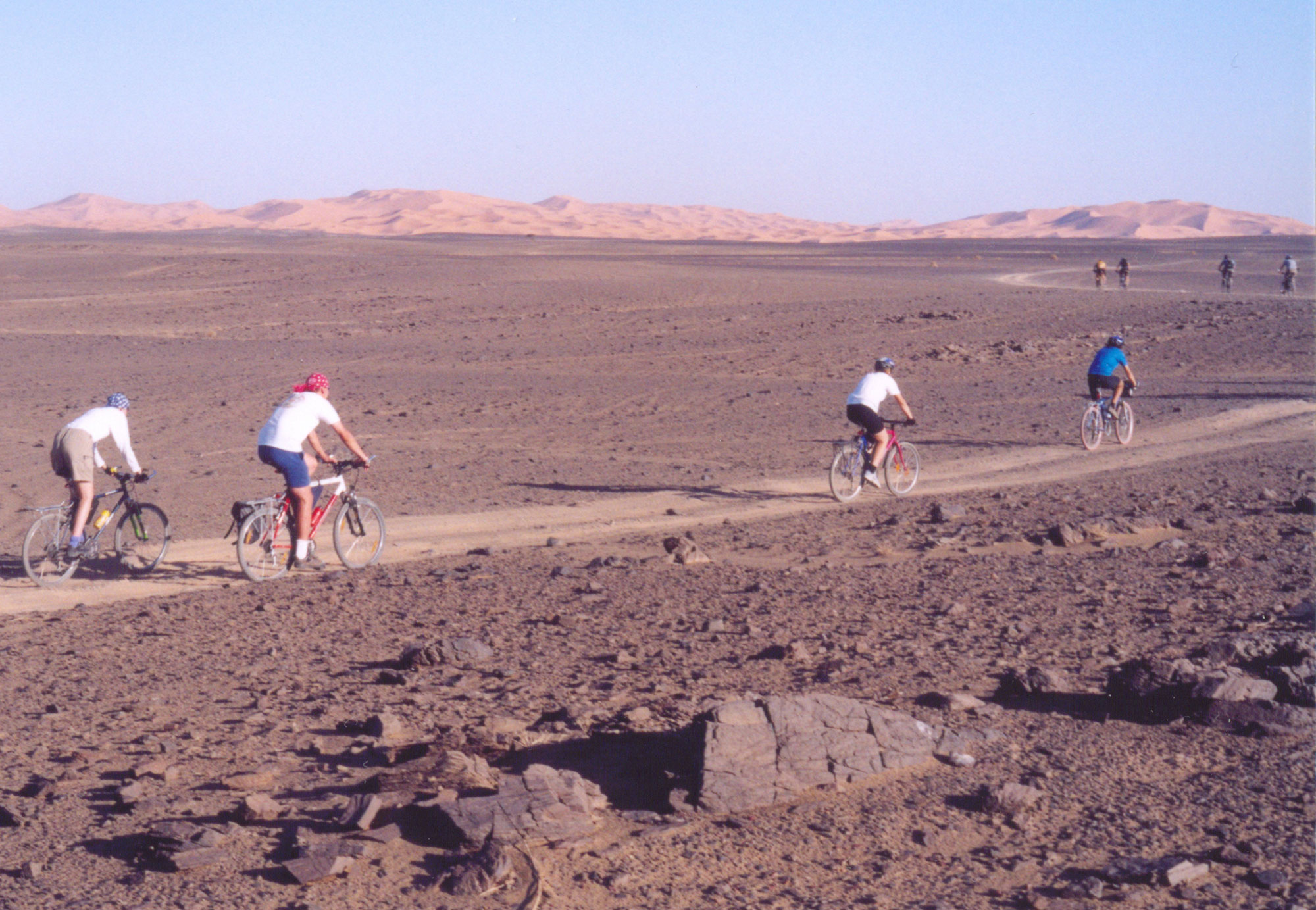
Uns ciclistes travessant una hamada al Marroc.

Una hamada (de l'àrab حماد) és un altiplà estructural característic dels deserts, de superfície ondulant, de vegades coberta d'una cuirassa o coberta de sorra, amb gran quantitat de rocs angulosos.